# Острів епіорніса
«Острів епіорніса» (англ. Æpyornis Island) — оповідання Герберта Веллса, вперше опубліковане 1894 року в Pall Mall Gazette і в щотижневому дайджесті цієї газети Pall Mall Budget і включене пізніше до збірки оповідань Веллса The Stolen Bacillus and Other Incidents.

## Сюжет
Оповідання починається від особи оповідача, який випадково зустрічає в невказаному місці колишнього мисливця за орхідеями і під час спілкування з ним розуміє, що чув про нього раніше, про те, як мисливець за рідкісними орхідеями потрапив на безлюдний острів поряд з Мадагаскаром, і просить його розповісти цю історію.
Батчер, так звали мисливця, розповідає, що окрім рідкісних видів орхідей він шукав у болотах останки та яйця вимерлого епіорніса, нелітаючого птаха, що досягав 3-5 метрів у висоту. Через інцидент з попутниками, що стався з його вини, він опиняється сам на безлюдному острові зі знайденим раніше яйцем, з якого вилуплюється епіорніс, якого на той момент уже кілька століть вважали повністю вимерлим птахом.
Батчер починає жити на безлюдному острові разом із епіорнісом, але згодом через агресивну поведінку епіорніса йому доводиться вбити його. Кістки, які Батчером продав, згодом визначили як новий вид епіорнісів.